# Hybolabus
Hybolabus es un género de gorgojos de la familia Attelabidae. En 1860 Jekel describió el género. Esta es la lista de especies que lo componen:
- Hybolabus amazonicus
- Hybolabus ater
- Hybolabus atratus
- Hybolabus azuripennis
- Hybolabus basalis
- Hybolabus brasiliensis
- Hybolabus bryanti
- Hybolabus collaris
- Hybolabus columbinus
- Hybolabus cribricollis
- Hybolabus cupripennis
- Hybolabus cyaneus
- Hybolabus cyanipennis
- Hybolabus foveolatus
- Hybolabus guyanensis
- Hybolabus ignitus
- Hybolabus marina
- Hybolabus ruficollis
- Hybolabus sallei
- Hybolabus variabilis